# Gran Premio del Messico 2017
Il Gran Premio del Messico 2017 è stata la diciottesima prova della stagione 2017 del Campionato mondiale di Formula 1. La gara si è svolta domenica 29 ottobre 2017 all'Autodromo Hermanos Rodríguez di Città del Messico ed è stata vinta dall'olandese Max Verstappen su Red Bull Racing-TAG Heuer, al suo terzo successo in carriera. Verstappen ha preceduto all'arrivo il finlandese Valtteri Bottas su Mercedes e l'altro finlandese Kimi Räikkönen su Ferrari.
Lewis Hamilton, giunto nono al traguardo, ha conquistato il suo quarto titolo mondiale, divenendo il pilota britannico con più titoli iridati nella storia della Formula 1.
Gli organizzatori del gran premio sono stati premiati dal Formula One Group con il Race Promoters' Trophy per il 2017, quale gara meglio organizzata nella stagione. Il gran premio aveva vinto tale riconoscimento anche per l'edizione 1986, per quella del 2015, e per quella del 2016.

## Vigilia

### Analisi per il campionato piloti
Lewis Hamilton conduce la classifica piloti con 66 punti di vantaggio su Sebastian Vettel. Per vincere il suo quarto titolo il britannico deve:
- Giungere tra i primi cinque;
- Giungere tra il sesto e il nono posto, con Vettel al massimo secondo;
- Giungere decimo, o peggio, con Vettel al massimo terzo.[2]

La Mercedes si è già aggiudicata, nella gara precedente, il titolo riservato ai costruttori.

### Aspetti tecnici
Per il gran premio la Pirelli, fornitrice unica degli pneumatici, porta gomme di tipo soft, supersoft e ultrasoft.
Per questa gara sono due le zone individuate per l'utilizzo del Drag Reduction System: la prima è sul rettifilo dei box; la seconda zona è stabilita sulla Recta Trasera (tra le curve 3 e 4); c'è un solo detection point, fissato dopo la curva 14.
La Honda porta una nuova specifica di motore per i piloti della McLaren. La sostituzione di diverse componenti della power unit comporta una penalizzazione di 20 posizioni sulla griglia di partenza per Fernando Alonso e di 35 posizioni per Stoffel Vandoorne.

### Aspetti sportivi
La tenuta del gran premio era stata messa in dubbio a causa di tre forti terremoti, che colpiscono in Messico, a settembre.
Alla Scuderia Toro Rosso ritorna Pierre Gasly, impegnato nel weekend del Gran Premio degli Stati Uniti in una gara di Super Formula. Il francese prende però il posto di Daniil Kvjat e non del pilota che lo aveva sostituito, Brendon Hartley, il quale viene confermato titolare nella scuderia italiana fino al termine della stagione. Di conseguenza, il pilota neozelandese cambia il numero sulla propria monoposto, essendo quello precedente destinato ai piloti di riserva della Toro Rosso; il nuovo numero scelto è il 28, che mancava in una gara di F1 dal Gran Premio di Abu Dhabi 2015, usato dall'allora pilota della Marussia-Ferrari Will Stevens.
Il pilota danese Tom Kristensen è nominato commissario aggiunto da parte della FIA; ha già svolto tale funzione anche in passato, l'ultima al Gran Premio del Giappone.
Antonio Giovinazzi ha preso il posto di Romain Grosjean alla Haas, nel corso della prima sessione di prove libere. Nella stessa sessione Alfonso Celis Jr. ha preso il posto di Esteban Ocon alla Force India, Sean Gelael quello di Pierre Gasly alla Toro Rosso e Charles Leclerc quello di Marcus Ericsson alla Sauber.

## Prove

### Resoconto
Valtteri Bottas è il pilota più rapido della prima sessione di prove libere. Il finnico è l'unico che ha corso in meno di un minuto e diciotto, utilizzando la mescola di gomme ultrasoft. Ha preceduto il suo compagno di team, Lewis Hamilton, che è stato limitato, nel suo tentativo più veloce, dall'esposizione di bandiere gialle. Dietro alle due Mercedes si sono piazzate le due Red Bull Racing e le due Ferrari. A causa della condizione della pista, poco gommata, sono stati molti i testacoda. Alfonso Celis Jr. ha distrutto il retrotreno della Force India (sul quale era stato montato l'Halo), provocando l'interruzione della sessione, mentre Stoffel Vandoorne non ha potuto compiere nemmeno un giro, per la rottura del propulsore della sua McLaren. Anche Kevin Magnussen ha subito dei problemi tecnici alla power unit, potendo compiere solo pochi giri.
Nella sessione pomeridiana Daniel Ricciardo vola in testa alla classifica dei tempi, anche se il suo miglior crono è solo di 32 millesimi più rapido di quello di Bottas, del mattino. L'australiano ha preceduto Lewis Hamilton e l'altro pilota della Red Bull Racing, Max Verstappen. L'olandese non ha potuto completare la sessione, per dei problemi alla power unit. Al quarto posto si è classificato Sebastian Vettel, che ha anche subito la rottura dell'estintore della sua monoposto.
Gli errori dei piloti si sono ripetuti anche in questa sessione. Romain Grosjean è stato autore di due testacoda, che hanno anche danneggiato una gomma posteriore, che ha portato alla presenza di detriti in pista; ciò ha costretto a interrompere la sessione. Pierre Gasly, invece, ha concluso solo pochi giri, prima che un problema tecnico lo costringesse ai box. Al termine della giornata Kevin Magnussen accusa dei problemi fisici, che pongono in dubbio la sua continuazione al resto del weekend.
La Red Bull conferma la sua competitività anche nella terza sessione di libere, con Max Verstappen che ottiene anche il nuovo record del tracciato. L'olandese ha preceduto di 75 millesimi Lewis Hamilton e, di poco più di un decimo, Sebastian Vettel. Hamilton ha evidenziato una perdita di potenza, nel corso del suo primo tentativo veloce, che lo aveva costretto a rallentare. I primi sei della graduatoria sono racchiusi in quattro decimi, dal tempo del primo. Nel corso della sessione Pierre Gasly ha subito la rottura del propulsore, mettendo così in dubbio la sua partecipazione alle qualifiche. Alla sessione ha partecipato regolarmente Kevin Magnussen.

### Risultati
Nella prima sessione del venerdì si è avuta questa situazione:
| Pos | Nº | Pilota          | Costruttore               | Tempo    | Gap    | Giri |
| --- | -- | --------------- | ------------------------- | -------- | ------ | ---- |
| 1   | 77 | Valtteri Bottas | Mercedes                  | 1'17"824 |        | 42   |
| 2   | 44 | Lewis Hamilton  | Mercedes                  | 1'18"290 | +0"466 | 35   |
| 3   | 33 | Max Verstappen  | Red Bull Racing-TAG Heuer | 1'18"395 | +0"571 | 16   |

Nella seconda sessione del venerdì si è avuta questa situazione:
| Pos | Nº | Pilota           | Costruttore               | Tempo    | Gap    | Giri |
| --- | -- | ---------------- | ------------------------- | -------- | ------ | ---- |
| 1   | 3  | Daniel Ricciardo | Red Bull Racing-TAG Heuer | 1'17"801 |        | 26   |
| 2   | 44 | Lewis Hamilton   | Mercedes                  | 1'17"932 | +0"131 | 40   |
| 3   | 33 | Max Verstappen   | Red Bull Racing-TAG Heuer | 1'17"964 | +0"163 | 17   |

Nella sessione del sabato mattina si è avuta questa situazione:
| Pos | Nº | Pilota           | Costruttore               | Tempo    | Gap    | Giri |
| --- | -- | ---------------- | ------------------------- | -------- | ------ | ---- |
| 1   | 33 | Max Verstappen   | Red Bull Racing-TAG Heuer | 1'17"113 |        | 20   |
| 2   | 44 | Lewis Hamilton   | Mercedes                  | 1'17"188 | +0"075 | 23   |
| 3   | 5  | Sebastian Vettel | Ferrari                   | 1'17"230 | +0"117 | 21   |

## Qualifiche

### Resoconto
Pierre Gasly non prende parte alle qualifiche per l'impossibilità dei tecnici della Scuderia Toro Rosso di riparare la vettura dopo il problema al motore, subito nella terza sessione di prove libere.
Valtteri Bottas è il primo a scendere sotto il muro del minuto e diciotto, prima di essere battuto dal suo compagno di team, Lewis Hamilton. Fernando Alonso si lamenta per un problema al turbo, dopo avere fatto segnare un ottimo rilievo cronometrico. La vettura però prosegue regolarmente la sessione. Oltre a Gasly, vengono eliminati i due piloti della Haas e della Sauber. Gasly, pur senza tempi validi, è ammesso al via, dovendo scontare anche 15 posizioni di penalizzazione in griglia.
Nella seconda sessione ancora Bottas fa segnare il miglior tempo, questa volta battuto, oltre che da Hamilton anche da Sebastian Vettel. A metà sessione Brendon Hartley si ferma con il motore in panne e termina la sua sessione. Poco dopo Max Verstappen ottiene il miglior tempo della sessione, scendendo sotto il muro del minuto e diciassette, precedendo di mezzo secondo Hamilton. L'olandese ottiene il tempo dopo due giri di lancio. Sono eliminati i piloti della Williams, lo stesso Hartley e quelli della McLaren.
In Q3 Max Verstappen è subito il più rapido, anche in questo caso dopo avere scaldato gli pneumatici per due giri. Nel giro di rientro l'olandese si trova sulla traiettoria, poco prima dell'entrata nella zona dell'ex campo di baseball, di Valtteri Bottas, che deve così abortire il primo tentativo veloce. Con il secondo tentativo Sebastian Vettel ottiene la sua cinquantesima pole position, davanti a Verstappen e Hamilton. La direzione di gara decide poi di non penalizzare Verstappen, che mantiene la prima fila. Al termine delle prove la Red Bull Racing sostituisce la power unit di Daniel Ricciardo, che così è penalizzato di 20 posizioni sulla griglia di partenza. A seguito dei problemi tecnici riscontrati nelle qualifiche, anche la Scuderia Toro Rosso deve sostituire diverse componenti della power unit di Brendon Hartley, che così è penalizzato di 20 posizioni, sempre sulla griglia di partenza.

### Risultati
Nella sessione di qualifica si è avuta questa situazione:
| Pos                         | Nº | Pilota             | Costruttore               | Q1          | Q2          | Q3       | Griglia |
| --------------------------- | -- | ------------------ | ------------------------- | ----------- | ----------- | -------- | ------- |
| 1                           | 5  | Sebastian Vettel   | Ferrari                   | 1'17"665    | 1'16"870    | 1'16"488 | 1       |
| 2                           | 33 | Max Verstappen     | Red Bull Racing-TAG Heuer | 1'17"630    | 1'16"524    | 1'16"574 | 2       |
| 3                           | 44 | Lewis Hamilton     | Mercedes                  | 1'17"518    | 1'17"035    | 1'16"934 | 3       |
| 4                           | 77 | Valtteri Bottas    | Mercedes                  | 1'17"578    | 1'17"161    | 1'16"958 | 4       |
| 5                           | 7  | Kimi Räikkönen     | Ferrari                   | 1'18"148    | 1'17"534    | 1'17"238 | 5       |
| 6                           | 31 | Esteban Ocon       | Force India-Mercedes      | 1'18"336    | 1'17"827    | 1'17"437 | 6       |
| 7                           | 3  | Daniel Ricciardo   | Red Bull Racing-TAG Heuer | 1'18"208    | 1'17"631    | 1'17"447 | 16      |
| 8                           | 27 | Nicolas Hülkenberg | Renault                   | 1'18"322    | 1'17"792    | 1'17"466 | 7       |
| 9                           | 55 | Carlos Sainz Jr.   | Renault                   | 1'18"405    | 1'17"753    | 1'17"794 | 8       |
| 10                          | 11 | Sergio Pérez       | Force India-Mercedes      | 1'18"020    | 1'17"868    | 1'17"807 | 9       |
| 11                          | 19 | Felipe Massa       | Williams-Mercedes         | 1'18"570    | 1'18"099    | N.D.     | 10      |
| 12                          | 18 | Lance Stroll       | Williams-Mercedes         | 1'18"902    | 1'19"159    | N.D.     | 11      |
| 13                          | 28 | Brendon Hartley    | Toro Rosso                | 1'18"683    | senza tempo | N.D.     | 17      |
| 14                          | 14 | Fernando Alonso    | McLaren-Honda             | 1'17"710    | senza tempo | N.D.     | 18      |
| 15                          | 2  | Stoffel Vandoorne  | McLaren-Honda             | 1'18"578    | senza tempo | N.D.     | 19      |
| 16                          | 9  | Marcus Ericsson    | Sauber-Ferrari            | 1'19"176    | N.D.        | N.D.     | 12      |
| 17                          | 94 | Pascal Wehrlein    | Sauber-Ferrari            | 1'19"333    | N.D.        | N.D.     | 13      |
| 18                          | 20 | Kevin Magnussen    | Haas-Ferrari              | 1'19"443    | N.D.        | N.D.     | 14      |
| 19                          | 8  | Romain Grosjean    | Haas-Ferrari              | 1'19"473    | N.D.        | N.D.     | 15      |
| Tempo limite 107%: 1'22"944 |    |                    |                           |             |             |          |         |
| NQ                          | 10 | Pierre Gasly       | Toro Rosso                | senza tempo | N.D.        | N.D.     | 20      |

In grassetto sono indicate le migliori prestazioni in Q1, Q2 e Q3.

## Gara

### Resoconto
Alla partenza Max Verstappen attacca Sebastian Vettel alla prima curva, i due si toccano; Lewis Hamilton cerca di approfittarne, ma a sua volta, è toccato da Vettel. Verstappen, indenne, è primo, mentre sia Vettel che Hamilton, sono costretti a box. Il tedesco deve sostituire il musetto, mentre il britannico cambia solo gli pneumatici, anche se dovrà correre l'intero Gran Premio con il diffusore danneggiato.
Alle spalle di Verstappen si piazzano Valtteri Bottas, Esteban Ocon, Nicolas Hülkenberg, Carlos Sainz Jr., Sergio Pérez e Kimi Räikkönen. Anche Sainz è costretto a una sosta ai box, al secondo giro, che lo fa retrocedere nelle ultime posizioni. Al quinto giro si ritira Daniel Ricciardo, per un problema al turbo.
Vettel inizia la sua rimonta, e, al dodicesimo giro, rischia un altro contatto, questa volta con Felipe Massa, nella lotta per il quindicesimo posto. Poco prima anche Fernando Alonso e Romain Grosjean, in corsa per l'undicesima posizione, avevano rischiato un incidente.
Al giro 18 c'è la sosta per Pérez, seguito, due giri dopo, dal compagno di team, Ocon. Al giro 21 Verstappen doppia Hamilton, che ha delle difficoltà a passare Sainz. Al ventitreesimo passaggio sosta anche per Nicolas Hülkenberg, che rientra in gara davanti a Sergio Pérez, ma poco dopo è costretto al ritiro.
La gara è sempre comandata da Max Verstappen, davanti a Bottas, Räikkönen, Lance Stroll, poi Ocon, Kevin Magnussen e Sergio Pérez. Al trentesimo giro Pérez passa il danese. Un giro dopo Brendon Hartley è costretto ad abbandonare il gran premio con il motore in fiamme. Viene stabilita la Virtual safety Car. Ne approfittano, per il cambio gomme, tra gli altri, Verstappen, Bottas, Räikkönen, Stroll oltre che Vettel e Hamilton. Alla ripartenza Ocon si trova davanti a Stroll.
Al trentasettesimo giro Sebastian Vettel è settimo, dopo avere passato anche Magnussen. Il tedesco conquista il sesto posto, dopo avere passato il pilota di casa, Pérez, al giro 50. Quattro giri e il pilota della Ferrari passa anche Stroll; infine, al giro 57, ha la meglio anche su Esteban Ocon, e si piazza quarto, alle spalle del compagno di team, Räikkönen. Un giro prima Lewis Hamilton era entrato in zona punti, diventando poi nono al giro 67, dopo avere avuto la meglio, a seguito di un acceso duello, su Fernando Alonso.
Max Verstappen vince, per la terza volta in carriera. Kimi Räikkönen, terzo, ottiene il novantesimo podio nel mondiale. Solo i primi quattro piloti chiudono a pieni giri. Lewis Hamilton, con il nono posto, ottiene la certezza matematica del quarto titolo mondiale. Per la quarta volta il titolo piloti viene deciso dal Gran Premio del Messico, l'ultima nel 1968, con il mondiale assegnato a Graham Hill.

### Risultati
I risultati del Gran Premio sono i seguenti:
| Pos | Nº | Pilota             | Costruttore               | Giri | Tempo/Ritiro | Griglia | Punti |
| --- | -- | ------------------ | ------------------------- | ---- | ------------ | ------- | ----- |
| 1   | 33 | Max Verstappen     | Red Bull Racing-TAG Heuer | 71   | 1h36'26"552  | 2       | 25    |
| 2   | 77 | Valtteri Bottas    | Mercedes                  | 71   | +19"678      | 4       | 18    |
| 3   | 7  | Kimi Räikkönen     | Ferrari                   | 71   | +54"007      | 5       | 15    |
| 4   | 5  | Sebastian Vettel   | Ferrari                   | 71   | +1'10"078    | 1       | 12    |
| 5   | 31 | Esteban Ocon       | Force India-Mercedes      | 70   | +1 giro      | 6       | 10    |
| 6   | 18 | Lance Stroll       | Williams-Mercedes         | 70   | +1 giro      | 11      | 8     |
| 7   | 11 | Sergio Pérez       | Force India-Mercedes      | 70   | +1 giro      | 9       | 6     |
| 8   | 20 | Kevin Magnussen    | Haas-Ferrari              | 70   | +1 giro      | 14      | 4     |
| 9   | 44 | Lewis Hamilton     | Mercedes                  | 70   | +1 giro      | 3       | 2     |
| 10  | 14 | Fernando Alonso    | McLaren-Honda             | 70   | +1 giro      | 18      | 1     |
| 11  | 19 | Felipe Massa       | Williams-Mercedes         | 70   | +1 giro      | 10      |       |
| 12  | 2  | Stoffel Vandoorne  | McLaren-Honda             | 70   | +1 giro      | 19      |       |
| 13  | 10 | Pierre Gasly       | Toro Rosso                | 70   | +1 giro      | 20      |       |
| 14  | 94 | Pascal Wehrlein    | Sauber-Ferrari            | 69   | +2 giri      | 13      |       |
| 15  | 8  | Romain Grosjean    | Haas-Ferrari              | 69   | +2 giri      | 15      |       |
| Rit | 55 | Carlos Sainz Jr.   | Renault                   | 59   | Sterzo       | 8       |       |
| Rit | 9  | Marcus Ericsson    | Sauber-Ferrari            | 55   | Motore       | 12      |       |
| Rit | 28 | Brendon Hartley    | Toro Rosso                | 30   | Motore       | 17      |       |
| Rit | 27 | Nicolas Hülkenberg | Renault                   | 24   | ERS          | 7       |       |
| Rit | 3  | Daniel Ricciardo   | Red Bull Racing-TAG Heuer | 5    | Turbo        | 16      |       |

## Classifiche mondiali

### Piloti
| Pos | Pilota             | Punti |
| --- | ------------------ | ----- |
| 1   | Lewis Hamilton     | 333   |
| 2   | Sebastian Vettel   | 277   |
| 3   | Valtteri Bottas    | 262   |
| 4   | Daniel Ricciardo   | 192   |
| 5   | Kimi Räikkönen     | 178   |
| 6   | Max Verstappen     | 148   |
| 7   | Sergio Pérez       | 92    |
| 8   | Esteban Ocon       | 83    |
| 9   | Carlos Sainz Jr.   | 54    |
| 10  | Lance Stroll       | 40    |
| 11  | Felipe Massa       | 36    |
| 12  | Nicolas Hülkenberg | 34    |
| 13  | Romain Grosjean    | 28    |
| 14  | Kevin Magnussen    | 19    |
| 15  | Stoffel Vandoorne  | 13    |
| 16  | Fernando Alonso    | 11    |
| 17  | Jolyon Palmer      | 8     |
| 18  | Pascal Wehrlein    | 5     |
| 19  | Daniil Kvjat       | 5     |

### Costruttori
| Pos | Costruttore          | Punti |
| --- | -------------------- | ----- |
| 1   | Mercedes             | 595   |
| 2   | Ferrari              | 455   |
| 3   | Red Bull-TAG Heuer   | 340   |
| 4   | Force India-Mercedes | 175   |
| 5   | Williams-Mercedes    | 76    |
| 6   | Toro Rosso           | 53    |
| 7   | Renault              | 48    |
| 8   | Haas-Ferrari         | 47    |
| 9   | McLaren-Honda        | 24    |
| 10  | Sauber-Ferrari       | 5     |

## Decisioni della FIA
Romain Grosjean, oltre alla penalità di cinque secondi comminatagli durante la gara, subisce la decurtazione di un punto sulla Superlicenza per avere tagliato una curva e tratto vantaggio.